# Sielsowiet bierieznikowski (obwód kurski)
Sielsowiet bierieznikowski (ros. Березниковский сельсовет) – jednostka administracyjna wchodząca w skład rejonu rylskiego w оbwodzie kurskim w Rosji.
Centrum administracyjnym sielsowietu jest sieło Bieriezniki.

## Geografia
Powierzchnia sielsowietu wynosi 169,90 km².

## Historia
Status i granice sielsowietu zostały określone ustawami z 2004 i z 2010 roku.

## Demografia
W 2017 roku sielsowiet zamieszkiwało 756 mieszkańców.

## Miejscowości
W skład sielsowietu wchodzą miejscowości: Bieriezniki, Agarkowo, Asmołowo, Bobłow, Wiskol, Wystoroń, Żylino, Żuriatino, Ignatjewo, Kapysticzi, Klennaja, Kolticzejewo, Konoplanowka, Kostrowa, Mogilewka, Stropicy, Turajewo, Szustowka.